# Mayra Dias
Mayra Benita Alves Dias (Itacoatiara, Amazonas, Brasil 28 de septiembre de 1991) es una modelo brasileña poseedora de un título de belleza. Fue coronada Miss Brasil 2018 el 26 de mayo de 2018, convirtiéndose en la segunda representante de Amazonas. Ella representó a Brasil en Miss Universo 2018.

## Vida y carrera
Días nació en Itacoatiara es un estado en Amazonas. Ella trabaja como modelo con su deslumbrante encanto y sus ojos húmedos.

## Concursos de belleza

### Señorita Mundo Amazonas 2015
Días fue coronada Miss Mundo Amazonas 2015 y compitió en Miss Mundo Brasil 2015 en Florianópolis.

### Miss Mundo Brasil 2015
Días representará a Amazonas en la Miss Mundo Brasil 2015 en el Teatro Governador Pedro Ivo en Florianópolis, en el estado de Santa Catarina, pero se ubicó en el Top 20 semifinalista.

## Reina Hispanoamericana 2016
Días se unió y fue elegida representante brasileña en Reina Hispanoamericana 2016 en el FexpoCruz, Santa Cruz, Bolivia el 5 de noviembre de 2016, derrotando a otras 22 bellezas que competían por el título donde terminó como la 1ª finalista. Sin embargo, a pesar de estar en su país de origen y en su ciudad natal, fue Camila Soleibe de Colombia quien finalmente ganó el título Reina Hispanoamericana 2016.

### Señorita Brasil 2018
Días representando a Amazonas fue coronada Miss Brasil 2018 en el Riocentro en Río de Janeiro, su gran final el 26 de mayo de 2018, donde 27 hermosas divas compitieron por el título nacional. Sucedió a la saliente Miss Brasil 2017 Monalysa Alcântara.

### Miss Universo 2018
Días representará a Brasil en el concurso Miss Universo 2018. Quedando dentro del top 20 del Miss Universo.